# De kaldte os helte
De kaldte os helte (originaltitel Casualties of War) er en amerikansk drama- og krigsfilm fra 1989 instrueret af Brian De Palma og skrevet af David Rabe, primært baseret på en artikel skrevet af Daniel Lang for The New Yorker i 1969, som senere blev udgivet som en bog.
I filmens hovedroller ses Michael J. Fox og Sean Penn, og historien er baseret på virkelige begivenheder i 1966 under Vietnamkrigen, hvor en vietnamesisk kvinde blev kidnappet fra sin landsby af en gruppe amerikanske soldater, som voldtog og myrdede hende. Alle navne og nogle detaljer fra den sande historie er ændret i filmen.
Filmen blev for det meste optaget i Thailand og San Francisco. Broens placering blev filmet i thailandske Kanchanaburi, hvilket var samme sted, som den berømte film Broen over floden Kwai.
Musikken er af Ennio Morricone og blev nomineret til en Golden Globe.
Filminstruktøren Quentin Tarantino har hyldet filmen som "den største film om Vietnamkrigen."

## Eksterne links
- De kaldte os helte på Internet Movie Database (engelsk)
- De kaldte os helte på Filmdatabasen
- De kaldte os helte på Scope
- De kaldte os helte i Svensk Filmdatabas (svensk)
- De kaldte os helte på AlloCiné (fransk)
- De kaldte os helte på MovieMeter (nederlandsk)
- De kaldte os helte på AllMovie (engelsk)
- De kaldte os helte hos American Film Institute (engelsk)
- De kaldte os heltes profil hos Encyclopædia Britannica Online (engelsk)
- De kaldte os helte på Turner Classic Movies (engelsk)